# Marest-Dampcourt
Marest-Dampcourt – miejscowość i gmina we Francji, w regionie Hauts-de-France, w departamencie Aisne.
Według danych na styczeń 2014 roku gminę zamieszkiwały 344 osoby, a gęstość zaludnienia wynosiła 41,5 osób/km².